# Uniunea Vest-Europeană
Uniunea Vest-Europeană sau Uniunea Europei Occidentale (franceză Union de l'Europe occidentale-UEO, engleză Western European Union-WEU) a fost o organizație internațională și o alianța militară, însărcinată cu punerea în aplicare a Tratatului modificat de la Bruxelles din 1954 (versiunea  modificată a tratatului original de la Bruxelles din 1948). UEO a fost fondat de șapte state aliate cu Statele Unite ale Americii (blocul capitalist și membrii NATO) de-a lungul Războiului Rece. 
După sfârșitul Războiului Rece, obiectivele și instituțiile UEO au fost transferate către Politică externă și de securitate comună (PESC) și Uniunea Europeană. Procesul a fost definitivat în 2009  când clauză solidară a statelor membre ale Uniunii Europene erau similare (dar nu identice) către clauză de apărare reciprocă, intrată în vigoare cu Tratatul de la Lisabona. Statele membre au decis să pună capăt tratatului de la Bruxelles pe 31 martie 2010, activitățile UEO încetând după 15 luni. Pe 30 iunie 2011 UEO a fost declarată oficial desființată.

## Organizația
Sediul UEO a fost la Bruxelles, cu un personal alcătuit din 65 de membri și un buget anual de 13 400 000 euro. Era compusă din Consiliul UEO și Adunarea UEO. 
UEO era condusă de un Consiliu de Miniștri, asistat de un Consiliu ai reprezentanților permanenți la nivel ambasadorial. Aspectele sociale și culturale ale Tratatului de la Bruxelles au fost acordate Consiliului Europei pentru a evita suprapunerea responsabilităților. 
Adunarea parlamentară era compusă din delegațiile statelor membre din Adunarea Parlamentară a Consiliului Europei și supraveghea lucrările Consiliului. Adunarea era o instituție consultativă. 
Programul Grupului Independent European a fost stabilit ca un forum pentru cooperare în domeniul armamentelor în 1976 cu scopul de a crea "European Armaments Agency". Din anul 1993, forumul a fost cunoscut ca "Western Armamens European Group". Numărul membrilor a atins 19 în anul 2000: Austria, Belgia, Cehia, Danemarca, Finlanda, Germania, Grecia, Ungaria, Italia, Luxemburg, Olanda, Belgia, Norvegia, Polonia, Portugalia, Spania, Suedia, Turcia și Marea Britanie. Organismul a fost desființat la 23 mai 2005. 
Western European Armaments Organisation a fost concepută ca o agenție de armament, dar operațiunile au fost limitate doar în cadrul cercetării, oferind servicii de suport în cercetare și tehnologie de apărare. A fost creată în 1996 și desființată în august 2006. Aceste agenții au fost preluate de către Agenția Europeană de Apărare. Alte organisme transferate includ Institutul pentru Studii de Securitate și Centrul Satelitar. 
La 15 mai 1995, Consilul de minsitri al UEO s-a întrunit la Lisabona, iar în cadrul acestei întruniri, s-a declarat crearea "European Operațional Rapid Force" (EUROFOR) de către Franța, Italia, Spania și Portugalia. EURAFOR a devenit operațional în iunie 1998. 

## Istoria

Steag din 1949

Steag din 1993.

Tratatul de la Bruxelles a fost semnat de către Regatul Unit, Franța, Belgia, Luxemburg și Olanda pe 17 martie 1948. A fost un tratat de apărare reciprocă ce promova de asemenea colaborarea pe plan economic, cultural și social. 
Ca rezultat al eșecului Comunității Europene de Apărare, pe 23 octombrie 1954 UEO a fost stabilit prin acordurile de la Paris cu încorporarea Italiei și Germaniei de Vest. Cu această ocazie, uniunea a fost redenumită ca "Uniunea Vest-Europeană". Semnatarii acordurilor de la Paris stabileau trei obiective principale al Tratatului modificat de la Bruxelles: 
- crearea Uniunii Vest-Europene că o baza solidă pentru revenirea economică europeană
- asistență reciprocă de rezistență împotriva oricărei agresiuni
- promovarea unității și încurajarea integrării progresive a Europei

Eforturile de apărare rezultate de pe urma Tratatului de la Bruxelles au luat formă că Organizația de apărare a Uniunii Vestice. 
Pactul de la Bruxelles a avut clauze sociale și culturale, concepte pentru înființarea unui Consiliu Consultativ. Baza pentru această a fost cooperarea dintre națiunile vestice pentru a opri extinderea Comunismului.
| Țări membre: - Belgia - Franța - Germania - Grecia (1995) - Italia - Luxemburg - Țările de Jos - Portugalia (1990) - Spania (1990) - Regatul Unit Țări observatoare: - Austria (1995) - Danemarca 1 - Finlanda (1995) - Irlanda - Suedia (1995) · | Țări asociate: - Cehia (1999) - Ungaria (1999) - Islanda - Norvegia - Polonia (1999) - Turcia (1992) Țări asociate partenere: (Kirchberg - 1994) - Bulgaria - Estonia - Letonia - Lituania - România - Slovacia - Slovenia (1996) |

## Transferurile către UE
Inițial, în conformitate cu Tratatul de la Amsterdam , UEO a avut un rol integral în dotarea Uniunii cu o capacitate de apărare independentă, jucând un rol major în misiuni de tip Petersberg ; totuși această situație se schimbă. La 13 noiembrie 2000 miniștrii UEO s-au întâlnit la Marsilia și au convenit să înceapă transferul de capacități și funcții către Uniunea Europeană, Common Foreign and Security Policy (CFSP) și Common Security and Defence Policy (CSDP). 
La 1 ianuarie 2002, Institutul de Studii de Securitate și Centrul de sateliți au fost transferate către UE și s-a format Institutul Uniunii Europene pentru Studii de Securitate și Centrul de sateliți al Uniunii Europene . Rolul acordat UEO în Tratatul de la Amsterdam a fost îndepărtat prin Tratatul de la Nișă . Constituția Europeană emitea rolul de apărare colectivă a NATO . Tratatul de la Lisabona are prevederi privind cooperarea dintre UE și NATO (inclusiv acordul Plus de la Berlin ) și UEO. Cu toate acestea, angajamentul de apărare a articolului 4 din Tratatul de la Bruxelles nu a fost inclusă. Articolul 42, alineatul (7) din Tratatul privind Uniunea Europeană, ar putea fi privit că încorporează angajamentul de apărare în cadrul UE. 
Un rezumat al fuziunii UEO și UE: 
La 20 noiembrie 1999 , Javier Solana , care era Înaltul Reprezentant pentru politică externă și de securitate comună (PESC) a UE, a fost de asemenea numit Secretar General al UEO. Fiind liderul ambelor organizații își permite să supravegheze transferul în curs de funcții de la UEO la UE . 
Misiunile de tip Petersberg , declarate de UEO în 1992, au fost incluse în cadrul UE în 1997 prin Tratatul de la Amsterdam , care formează baza politicii de securitate și apărare comună că o politică comună de menținere a păcii și atribuțiile forțelor de lupta pentru gestionarea crizelor . 
Institutul Uniunii Europene pentru Studii de Securitate (ISSUE) și Centrul Satelitar al Uniunii Europene (CSUE), ambele create pentru a funcționa în cadrul PESC a UE , sunt înlocuite de Western European Union Institute for Security Studies and the Western Union Satellite Centre.Odată cu transferul de responsabilități, Adunarea Parlamentară UEO a fost îndemnată să se dizolve, deoarece avea mandatul de a supraveghea politica UEO, nu politica PSAC ale UE. Dar Adunarea se vedea că joacă un rol important, cu un drept de control, în calitate de membru, având experiență și expertiză în politică de apărare. Prin urmare, s-a redenumit "Adunarea Europeană de Securitate și Apărare interimară" și a cerut Convenției Europene să o includă că o a două camera în cadrul instituțional al UE. Prin urmare, a susținut că ar putea examina în mod eficient PSAC, că ar putea contribui la îmbunătățirea relațiilor UE-NATO și , fiind compusă din parlamentari naționali, la stilul interguvernamental al PSAC. 

## Desființarea
În 2009, Tratatul de la Lisabona a preluat clauza de apărare reciprocă a UEO .   Nu a fost discutat mult despre ce să facă cu UEO în urma Tratatului de la Lisabona , inclusiv planurile pentru desființare. La 30 martie 2010 într-o Declaratie ministerială scrisa de  ministrul de externe britanic Chris Bryant a dat aviz că Marea Britanie intenționează să se retragă din Uniunea Europei Occidentale într-un an.  La 31 martie 2010   Ministerul Afacerilor Externe german a anunțat intenția Germaniei de a se retrage din Tratatul de la Bruxelles. In același an, președinția spaniolă a UEO , în numele cele 10 state membre ale Tratatului de la Bruxelles, a anunțat decizia de a se retrage din   tratatul colectiv .  La 30 iunie 2011, UEO a încetat oficial să mai existe. 